# Louis Bouilhet
Louis Hyacinthe Bouilhet (27. května 1821 Cany-Barville, Seine-Maritime – 18. července 1869 Rouen, Seine-Maritime) byl francouzský dramatik a básník.

## Život a dílo
Narodil se ve francouzské obci Cany-Barville. Byl spolužákem Gustava Flauberta, kterému připsal své první dílo Miloenis (1851), dějovou báseň s pěti zpěvy o mravech v antickém Římě za císaře Commoda. Jeho sbírka Fossiles si vysloužila pozornost kvůli snaze použít ní vědu jako básnický předmět. Tyto básně obsahuje rovněž jedna z jeho dalších sbírek Festons et astragales (1859). Jeho poezie byla kultivovaná a psaná čistým stylem, což bylo oceněno například parnasisty.
Jako dramatik byl úspěšný už se svou první hrou Madame de Monlarcy (1856), která v pařížském Théâtre de l'Odéon dosáhla sedmdesáti sedmi repríz. Některé další hry, Hélène Peyron (1858) and L'Oncle Million (1860) byly rovněž úspěšné, ale pozdější kusy, jako například Conjuration d'Amboise (1866) se s ohlasem nesetkaly, i když jsou literárně hodnotnější.
Byl celoživotným rádcem Gustava Flauberta a oba spisovatelé byli zároveň celý život blízkými přáteli. Flaubert s ním dokonce během psaní konzultoval jednotlivé části svého významného románu Paní Bovaryová. Po Bouilhetově smrti Flaubert posmrtně publikoval některé jeho básně.
Později se stal rytířem Řádu čestné legie. Zemřel v roce 1869 v Rouenu a jeho smrt je tématem jedné z básní Guye de Maupassanta. Je pohřben na rouenském hřbitově v blízkosti Gustava Flauberta.